# Ендру Хаксли
Сер Ендру Филдинг Хаксли OM PRS (22. новембар 1917 — 30. мај 2012) је био енглески физиолог и биофизичар. Рођен је у угледној породици Хаксли. Након што је завршио Вестминстерску школу у централном Лондону, одакле је добио стипендију за Тринити колеџ у Кембриџу, придружио се Алану Лојду Хоџкину да проучава нервне импулсе. Њихово коначно откриће основе за пропагацију нервних импулса (названо акциони потенцијал) донело им је Нобелову награду за физиологију и медицину 1963. године. Своје откриће су направили из џиновског аксона атлантске лигње. Убрзо након избијања Другог светског рата, Хакслија је регрутовала британска противваздушна команда и касније пребачен у Адмиралитет. После рата наставио је истраживања на Универзитету у Кембриџу, где је развио интерференциону микроскопију која би била погодна за проучавање мишићних влакана.
Године 1952. придружио му се немачки физиолог Ролф Нидергерке. Заједно су 1954. открили механизам мишићне контракције, популарно назван "теорија клизних филамената", који је темељ модерног разумевања мишићне механике. Године 1960. постао је шеф Одсека за физиологију на Универзитетском колеџу у Лондону. Изабран је за члана Краљевског друштва 1955, а за председника 1980. Краљевско друштво му је доделило Коплијеву медаљу 1973. за његов колективни допринос разумевању нервних импулса и контракције мишића. Краљица га је 1974. прогласила витеза првоступника, а 1983. је именован за Орден за заслуге. Био је члан Тринити колеџа у Кембриџу до своје смрти.